# Reiwa-Zeit

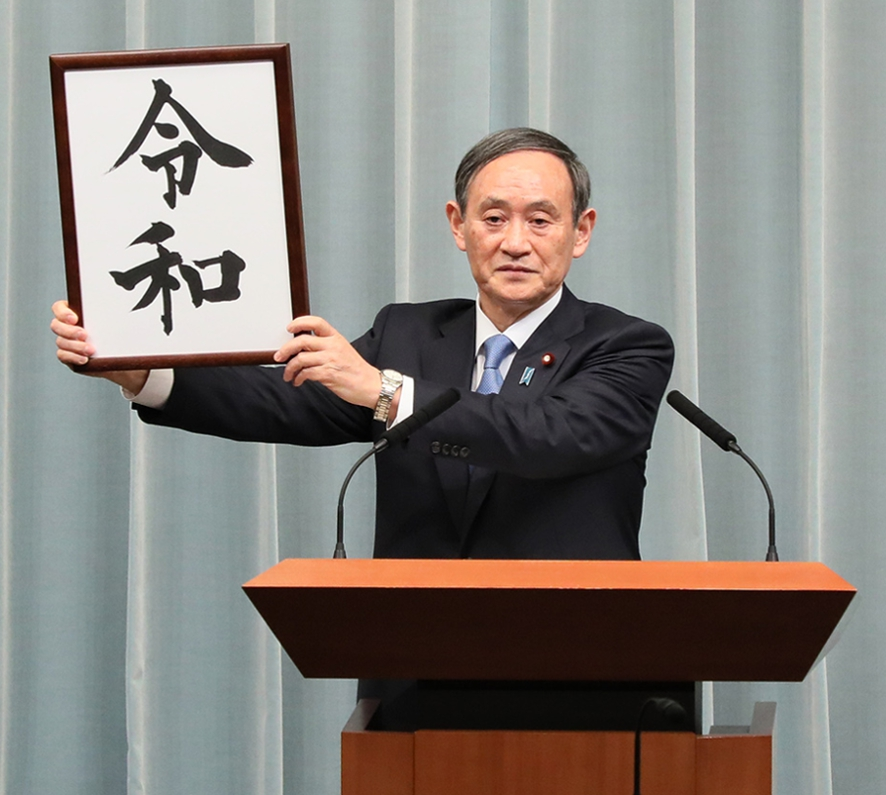
Chefkabinettssekretär Yoshihide Suga bei der Verkündung des Nengō

Reiwa (japanisch 令和, ; offiziell verwendete deutsche Übersetzung: „schöne Harmonie“) ist das Nengō (Regierungsdevise) des Tennō Naruhito und bezeichnet den Zeitraum seit dem 1. Mai 2019, der fortan als Reiwa-Zeit (令和時代, Reiwa-jidai) bezeichnet wird. Das Jahr 2019 wird seit diesem Zeitpunkt in der Nengō-Zeitrechnung Reiwa 1 (令和元年, Reiwa gannen) genannt. Die Reiwa-Zeit endet mit Tod oder Abdankung des Tennō von Japan.
Der Reiwa-Zeit ging die Heisei-Zeit voraus.

## Hintergrund
Tennō Akihito wandte sich am 8. August 2016 in einer Fernsehansprache an das japanische Volk und deutete an, in naher Zukunft aus gesundheitlichen Gründen abdanken zu wollen. Da bislang im Gesetz über den kaiserlichen Haushalt von 1947 keine Abdankung vorgesehen war, erarbeitete die Regierung eine Gesetzesvorlage, die eine solche Abdankung ermöglichen sollte, und legte diese im Mai 2017 dem Nationalparlament vor. Nach der Verabschiedung des Gesetzes im folgenden Monat wurde im Dezember 2017 entschieden, dass Akihito am 30. April 2019 abdanken und Kronprinz Naruhito am 1. Mai den Chrysanthementhron besteigen wird. Als Zeitpunkt der Bekanntgabe der neuen Regierungsdevise erwog die Regierung zunächst den Sommer 2018, um die Vorbereitungsphase möglichst lang und Auswirkungen des Ärawechsels möglichst gering zu halten. Da jedoch befürchtet wurde, damit würde die Aufmerksamkeit zu sehr vom aktuellen Tennō zum zukünftigen weichen, entschied man sich im Mai 2018 für den 1. April 2019 als Datum der Verkündung.
Zur Festlegung des Begriffs berief die Regierung am 1. April 2019 um 09:30 Uhr Ortszeit unter strenger Geheimhaltung eine „Konferenz bezüglich der Regierungsdevise“ (元号に関する懇談会, Gengō ni kansuru kondankai), bestehend aus neun Experten aus verschiedenen Bereichen, zusammen. Darunter befand sich z. B. der Medizin-Nobelpreisträger Shin’ya Yamanaka. Dort nahm jedes Mitglied zu sechs von der Regierung erarbeiteten Vorschlägen für die neue Devise Stellung.
Neben Reiwa standen die Namen
- Eikō (英弘), bestehend aus 英 („schön“, „glorreich“, selten auch „Blume“) und 弘 („weitreichend“, „weiträumig“, „gewaltig“),
- Kyūka (久化), bestehend aus 久 („langanhaltend“, „nostalgisch“) und 化 („Veränderung“, „Transformation“),
- Kōshi, Kōji (広至), bestehend aus 広 („weiträumig“, „enorm“) und 至 („Ankunft“, „Zielort“, „hoch“, „extrem“),
- Banna, Banwa (万和), bestehend aus 万 („10.000“, „groß“, „komplett“, „umfassend“) und 和 („Frieden“, „Harmonie“, „japanisch“)
- und Banpō, Banhō (万保) mit 保 („Sicherheit“, „Zusicherung“, „schützen“, „unterstützen“)

zur Auswahl.
Die Lesungen für diese alternativen Namen wurden indes nicht verlautbart, ebenso wenig wie die vorgesehene offizielle Bedeutung der verworfenen Namen.
Anschließend wurden um 10:20 Uhr die Präsidenten (Tadamori Ōshima und Chūichi Date) und Vizepräsidenten (Hirotaka Akamatsu und Akira Gunji) der beiden Parlamentskammern (Shūgiin und Sangiin) nach ihren Meinungen befragt. In einer von 11 Uhr bis 11:15 Uhr abgehaltenen Kabinetts-Sondersitzung fiel die Wahl schließlich per Kabinettsbeschluss auf den Vorschlag Reiwa.

## Etymologie

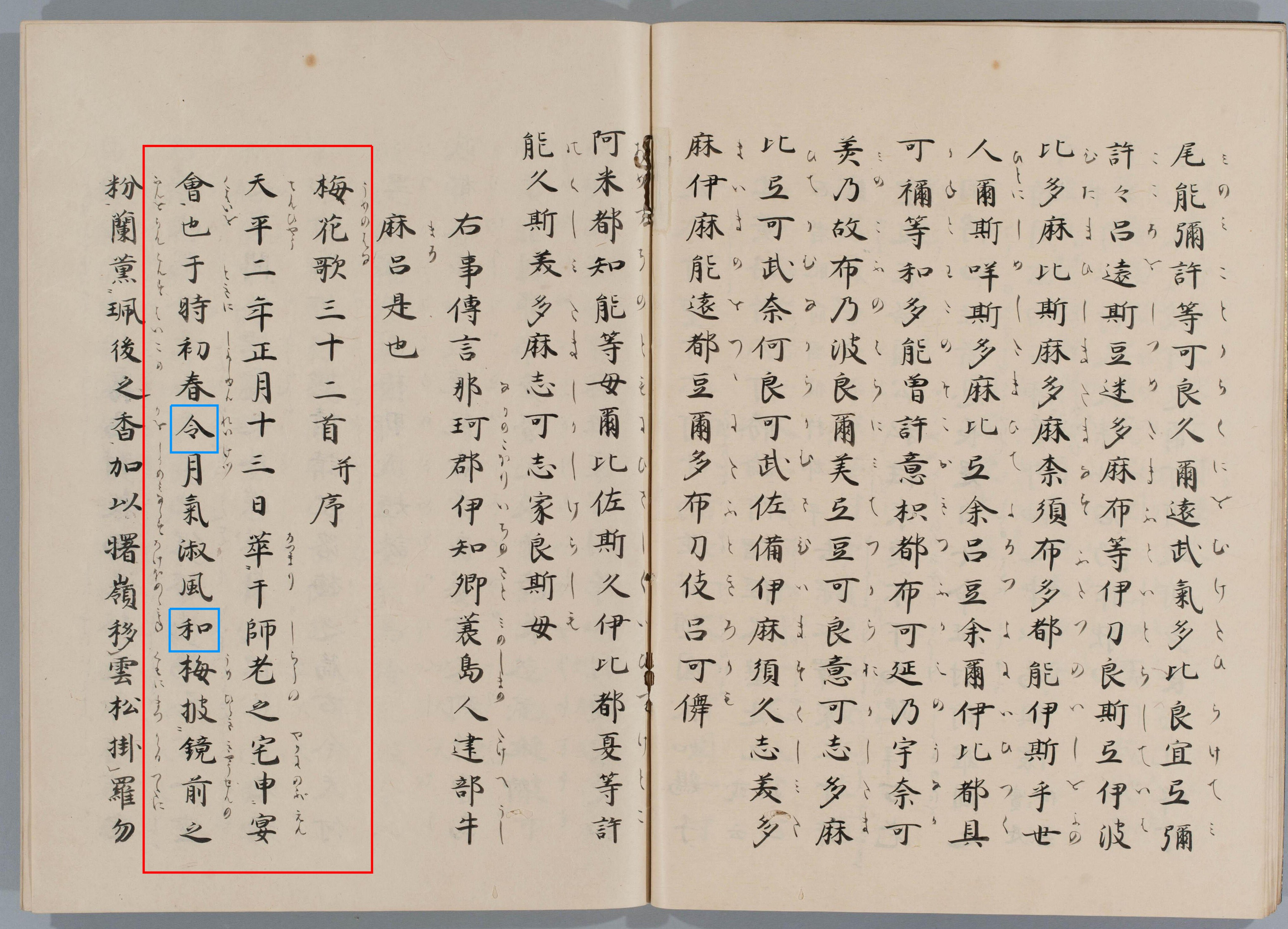
Die entsprechende Textstelle aus Buch V des Man’yōshū (rot umrahmt) mit den in Reiwa verwendeten Schriftzeichen 令 und 和 (blau umrahmt)

Der Begriff Reiwa wurde aus Buch V der japanischen Gedichtanthologie Man’yōshū entlehnt. Darin befindet sich ein Abschnitt von 32 Gedichten, die anlässlich einer Feier in Ōtomo no Tabitos Haus von dessen Dichterkollegen am 4. Februar 730 vorgetragen wurden. Diesen „Gedichten der Ume“ (梅花の歌 Ume no Hana no Uta; Man’yōgana: 梅花宴) ist ein Vorwort vorangestellt, das den Frühlingsanfang anhand der Blüte der Ume veranschaulicht:
Kanbun
于時 初春令月 氣淑風和 梅披鏡前之粉 蘭薫珮後之香
Kanbun Kundoku
時に、初春の令月にして、気淑く風和ぎ、梅は鏡前の粉を披き、蘭は珮後の香を薫す。
toki ni shoshun no reigetsu ni shite, kiyoku kaze yawaragi, ume wa kyōzen no ko wo hiraki, ran wa haigo no kō wo kaorasu.
modern
時は初春の令月、空気は美しく、風は和やかで、梅は鏡の前の美人が白粉で装うように花咲き、蘭は身を飾る衣に纏う香のように薫らせる
toki wa shoshun no reigetsu, kūki wa utsukushiku, kaze wa nagoyaka de, ume wa kagami no mae no bijin ga oshiroi de yosōuyōni hanasaki, ran wa mi o kazaru koromo ni matou kō noyōni kaoraserudeutsche Übersetzung
„Es war zum Frühlingsbeginn in einem schönen (令, rei) Monat, als die Luft klar und der Wind harmonisch (和, wa) war, als die Ume in der Schönheit einer sich mit Oshiroi schminkenden Frau erblühten und die Orchideen sie mit ihrem Duft schmückten“.
Erstmals wurde damit ein Nengō einer japanischen Quelle entlehnt, wobei das Gedicht wie damals üblich in chinesischer Schreibweise (Kanbun) verfasst wurde. Traditionell hatte man sich bis dato auf klassische chinesische Geschichtswerke wie die „Fünf Klassiker“ bezogen.
Nach Masaaki Tatsumi (辰巳 正明), Professor für japanische Literatur, und Masaharu Mizukami (水上 雅晴), Professor für chinesische Philosophie, findet sich ein ähnlicher Vers in Zhang Hengs Prosagedicht Gui tian fu aus dem 2. Jahrhundert, das zu Ōtomo no Tabitos Zeit wohlbekannt war und vermutlich als Vorlage diente:

「于是仲春令月，时和气清。」

“Then comes young spring, in a fine month, / When the wind is mild and the air clear.”

Nengō bestehen üblicherweise aus zwei Schriftzeichen, die häufig wiederverwendet werden. So findet sich 和 wa in 19 anderen Nengō. 令 Rei bildet hier eine Ausnahme, da es zum ersten Mal derartig verwendet wird. Da der Name einer Ära aus zwei bestehenden Schriftzeichen neu geformt wird, entsteht eine neue Kompositbedeutung. So wird 令 rei als Nomen meist in Worten wie „Befehl“ (命令 meirei) oder „Gesetz“ (法令 hōrei) angetroffen und daher häufiger mit den Wortfeldern „Befehl“ und „Ordnung“ assoziiert. Hier jedoch selten als Adjektiv mit der Bedeutung von „gut, vorzüglich, herrlich“, wie beispielsweise in der Komposition (令名 reimei), dt. etwa: „schöner Name, vorzüglicher Name“. 和 wa wird meist mit „Frieden“ (平和 heiwa) und „Japan“ (zum Beispiel in 和独関係 wadoku-kankei, deutsch ‚japanisch-deutsche Beziehungen‘) assoziiert. Die Bedeutung des Nengō muss jedoch im Kontext der Gedichtspassage gesetzt werden, so erhält man etwa „gute Harmonie“ oder „verheißungsvolle Harmonie“ als angedachter Bedeutung.
Am 3. April 2019 erklärte das japanische Außenministerium, dass die offizielle englische Übersetzung von Reiwa „beautiful harmony“ laute. Damit reagierte es auf Medienberichte, nach denen Reiwa mit „Befehl“ oder „Ordnung“ in Verbindung gebracht wurde. Das Außenministerium erklärte zudem, dass diese Übersetzung nicht rechtlich bindend sei und dass es sich bei „beautiful harmony“ mehr um eine offizielle Erklärung bzw. Ausführung handele als um eine offizielle Übersetzung. Die japanische Botschaft in Berlin verwendete in ihrer Ankündigung über den Namen des neuen Nengō „schöne Harmonie“ als Übersetzung und fügte hinzu, dass Reiwa die Bedeutung „Kultur wird begründet und gedeiht, wenn Menschen ihre Herzen in schöner Weise zusammenführen“ innehabe.

## Bekanntgabe
Chefkabinettssekretär Yoshihide Suga verkündete das Nengō am 1. April 2019 im Amtssitz des Premierministers. Bei der Art der Bekanntgabe wurde das Verfahren von 1989 als Vorbild genommen, als der damalige Chefkabinettssekretär Keizō Obuchi die Devise Heisei in Form einer japanischen Kalligrafie bei einer Pressekonferenz präsentiert hatte. Die Reiwa-Kalligrafie wurde von Osami Mozumi (茂住 修身, Mozumi Osami) angefertigt, einem Beamten des Kabinettsbüros. Anders als 1989, als Obuchi die gesamte Bekanntgabe verrichtet hatte, übernahm Premierminister Shinzō Abe in diesem Fall die Erklärung des Begriffs in einer weiteren Pressekonferenz.

## Umsetzungen

### Informationstechnik
Als sich die neue Nengō-Zeitrechnung ankündigte, reservierte das Unicode-Konsortium frühzeitig einen Codepoint (U+32FF ㋿ SQUARE ERA NAME REIWA) für eine neue Glyphe. Diese Ligatur kombiniert die beiden Kanji-Schriftzeichen von Reiwa, 令 und 和, in einem einzelnen Symbol. Damit kann dieses neue Zeichen in der Datenverarbeitung verwendet werden. Die sich aus dieser Änderung ergebende neue Unicodeversion 12.1.0 wurde am 7. Mai 2019 veröffentlicht.
Ähnliche Codepoints gibt es auch für die Shōwa-Zeit (U+337C ㍼ SQUARE ERA NAME SYOUWA) und die Heisei-Zeit (U+337B ㍻ SQUARE ERA NAME HEISEI).
Da es sich um die erstmalige Umstellung auf eine neue Zeitrechnung im Computerzeitalter handelt, stand die japanische IT-Industrie vor ähnlichen Problemen wie gegen Ende des 20. Jahrhunderts. So gaben bei einer Umfrage des Industrieministeriums im Februar 2019 20 % der befragten Unternehmen an, die Arbeiten zur Umstellung der Systeme auf die Reiwa-Zeit noch nicht abgeschlossen zu haben.
Bislang wurden bei der Umstellung der Zeitrechnung nur kleinere Schwierigkeiten deutlich und bekannt. Bei Geldautomaten der Convenience-Shop-Kette Lawson erhielten Einzahler am 28. April 2019 die Mitteilung, dass wegen der noch kommenden Feiertage der Goldenen Woche, in der auch der Thronwechsel stattfand, das Guthaben erst am 7. Mai 1989 gutgeschrieben werde. Dort schien die Zeitrechnungsumstellung zwischen Heisei 1 (1989) und Reiwa 1 (2019) nicht korrekt durchgeführt worden zu sein.
Die Unterstützung der neuen Zeitrechnung für den japanischen Kalender wurde in Windows 10 mit dem Funktionsupdate 1903 sowie als Patch rückwirkend bis Windows 7 und in macOS Mojave 10.14.5 eingeführt.

## Umrechnung in christliche Jahreszählung
| Reiwa-Jahr                | 1    | 2    | 3    | 4    | 5    | 6    | 7    | 8    | 9    | 10   |
| ------------------------- | ---- | ---- | ---- | ---- | ---- | ---- | ---- | ---- | ---- | ---- |
| Christliche Jahreszählung | 2019 | 2020 | 2021 | 2022 | 2023 | 2024 | 2025 | 2026 | 2027 | 2028 |